# Liste der Rennsieger des ADAC GT Masters

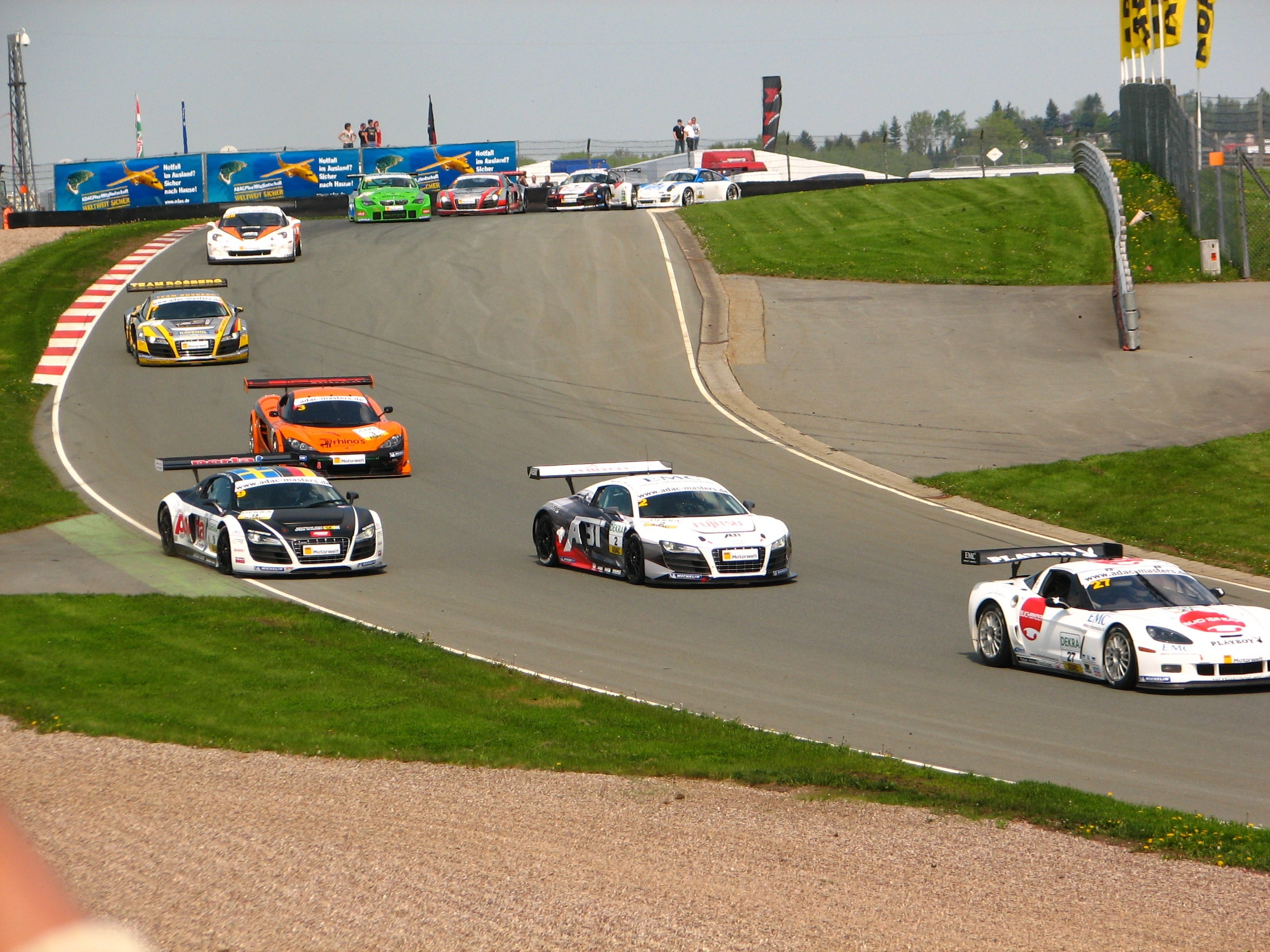
Bild eines ADAC-GT-Masters-Rennens auf dem Sachsenring

Die Liste der Rennsieger der ADAC GT Masters listet alle Sieger von Rennen des ADAC GT Masters seit ihrer erstmaligen Austragung im Jahr 2007 – jeweils getrennt nach Fahrern, Teams und Herstellern – auf.

## Nach Fahrern
Neben den nach der Anzahl ihrer Siege sortierten Rennfahrern enthält die folgende Liste den Zeitraum, in dem die Siege erzielt wurden. Dabei wird jeweils die erste sowie die (bislang) letzte Saison genannt, in der der Fahrer einen Sieg einfahren konnte. Zudem wird die Anzahl der Siege nach Teams und Herstellern, mit denen sie der Fahrer erreichen konnte, aufgeschlüsselt. Die Namen der im Saison 2021 aktiven Fahrer sind grau hinterlegt.
Stand: Saisonende 2021; * = Anzahl der Meistertitel
| Platz | Fahrer                      | Nation                 | Siege | von  | bis  | Siege je Team                                            | Siege je Hersteller                  | Team 2022 |
| ----- | --------------------------- | ---------------------- | ----- | ---- | ---- | -------------------------------------------------------- | ------------------------------------ | --------- |
| 01    | Daniel Keilwitz*            | Deutschland            | 22    | 2012 | 2018 | Callaway (alle)                                          | Corvette (alle)                      |           |
| 02    | Christian Engelhart*        | Deutschland            | 17    | 2011 | 2022 | Grasser (6), Schütz (5), SSR (3), Joos (2), MRS (1)      | Porsche (11), Lamborghini (6)        | Joos      |
| 03    | Christopher Mies**          | Deutschland            | 13    | 2010 | 2022 | Land (7), Abt (4), Prosperia (2)                         | Audi (alle)                          | Land      |
| 04    | Christopher Haase*          | Deutschland            | 12    | 2007 | 2020 | Reiter (7), Phoenix (4), Land (1)                        | Lamborghini (7), Audi (5)            | Land      |
| 0     | Luca Ludwig*                | Deutschland            | 12    | 2009 | 2015 | Zakspeed (5), Abt (4), Callaway (3)                      | Mercedes (5), Audi (4), Corvette (3) |           |
| 0     | Jules Gounon*               | Frankreich             | 12    | 2016 | 2022 | Callaway (6), ZVO (4), Zakspeed (2)                      | Corvette (6), Mercedes (6)           | ZVO       |
| 07    | Kelvin van der Linde**      | Südafrika              | 11    | 2014 | 2020 | Rutronik (4), Prosperia (3), Land (2), Abt (1), Aust (1) | Audi (alle)                          |           |
| 08    | Jens Klingmann              | Deutschland            | 10    | 2009 | 2020 | Schubert (5), Abt (2), MRS (2), Alpina (1)               | BMW (8), Audi (2)                    |           |
| 0     | Andreas Wirth               | Deutschland            | 10    | 2009 | 2014 | Callaway (6), s-Berg (2), Alpina (1), HEICO (1)          | Corvette (6), BMW (3), Mercedes (1)  |           |
| 0     | Sebastian Asch**            | Deutschland            | 10    | 2010 | 2017 | Zakspeed (5), Mücke (2), Wieth (1), a-workx (1), MSR (1) | Mercedes (8), Porsche (2)            |           |
| 011   | Peter Kox*                  | Niederlande            | 9     | 2007 | 2010 | Reiter (alle)                                            | Lamborghini (alle)                   |           |
| 0     | Albert von Thurn und Taxis* | Deutschland            | 9     | 2007 | 2010 | Reiter (alle)                                            | Lamborghini (alle)                   |           |
| 0     | Michael Ammermüller*        | Deutschland            | 9     | 2011 | 2021 | SSR (7), a-workx (1), Bernhard (1)                       | Porsche (alle)                       |           |
| 014   | Diego Alessi*               | Italien                | 8     | 2012 | 2013 | Callaway (alle)                                          | Corvette (alle)                      |           |
| 0     | René Rast*                  | Deutschland            | 8     | 2010 | 2014 | Prosperia (5), Mühlner (1), Phoenix (1), Mamerow (1)     | Audi (7), Porsche (1)                |           |
| 0     | Dominik Baumann             | Österreich             | 8     | 2013 | 2015 | Schubert (alle)                                          | BMW (alle)                           |           |
| 017   | Mirko Bortolotti            | Italien                | 7     | 2015 | 2021 | Grasser (alle)                                           | Lamborghini (alle)                   |           |
| 0     | Marvin Kirchhöfer           | Deutschland            | 7     | 2018 | 2021 | Callaway (alle)                                          | Corvette (alle)                      |           |
| 0     | Robert Renauer*             | Deutschland            | 7     | 2013 | 2019 | Herberth (alle)                                          | Porsche (alle)                       | ID Racing |
| 0     | Claudia Hürtgen             | Deutschland            | 7     | 2009 | 2014 | Schubert (5), Alpina (2)                                 | BMW (alle)                           |           |
| 0     | Dino Lunardi*               | Frankreich             | 7     | 2011 | 2012 | Engstler (4), Alpina (3)                                 | BMW (alle)                           |           |
| 022   | Kévin Estre                 | Frankreich             | 6     | 2014 | 2014 | Bernhard (4), Schütz (2)                                 | Porsche (alle)                       |           |
| 0     | Mathieu Jaminet*            | Frankreich             | 6     | 2017 | 2021 | SSR (4), Bernhard (1), Herberth                          | Porsche (alle)                       |           |
| 0     | Dominik Schwager            | Deutschland            | 6     | 2008 | 2013 | Callaway (2), Lambda (2), Seiler (1), Schubert (1)       | Corvette (3), Ford (2), BMW (1)      |           |
| 0     | Maximilian Götz*            | Deutschland            | 6     | 2012 | 2019 | HTP (4), MSR (1), Polarweiss (1)                         | Mercedes (alle)                      |           |
| 025   | David Jahn                  | Deutschland            | 5     | 2014 | 2016 | Bernhard (4), RWT (1)                                    | Porsche (4), Corvette (1)            |           |
| 0     | Tim Bergmeister*            | Deutschland            | 5     | 2008 | 2010 | Mühlner (alle)                                           | Porsche (alle)                       |           |
| 0     | Henri Moser                 | Schweiz                | 5     | 2007 | 2009 | Phoenix Racing (3), Kessel (2)                           | Ferrari (2), Audi (2)                |           |
| 0     | Maxime Martin               | Belgien                | 5     | 2009 | 2012 | Alpina (alle)                                            | BMW (alle)                           |           |
| 0     | Markus Pommer               | Deutschland            | 5     | 2018 | 2020 | Callaway (4), HTP (1)                                    | Corvette (4), Mercedes (1)           |           |
| 0     | Maximilian Buhk             | Deutschland            | 5     | 2013 | 2021 | HTP (4), Polarweiss (1)                                  | Mercedes (alle)                      |           |
| 0     | Ricardo Feller*             | Schweiz                | 5     | 2019 | 2022 | Land (alle)                                              | Audi (alle)                          | Land      |
| 032   | Johannes Stuck              | Österreich             | 4     | 2011 | 2011 | Reiter (alle)                                            | Lamborghini (alle)                   |           |
| 0     | Ferdinand Stuck             | Österreich             | 4     | 2011 | 2011 | Reiter (alle)                                            | Lamborghini (alle)                   |           |
| 0     | Rolf Ineichen               | Schweiz                | 4     | 2016 | 2021 | Grasser (alle)                                           | Lamborghini (alle)                   |           |
| 0     | Nick Tandy                  | Vereinigtes Königreich | 4     | 2012 | 2012 | Schütz (alle)                                            | Porsche (alle)                       |           |
| 0     | Patric Niederhauser*        | Schweiz                | 4     | 2019 | 2020 | Rutronik (alle)                                          | Audi (alle)                          | Rutronik  |
| 0     | Alexandros Margaritis*      | Griechenland           | 4     | 2011 | 2011 | Engstler (alle)                                          | BMW (alle)                           |           |
| 0     | Fabian Schiller             | Deutschland            | 4     | 2022 | 2022 | ZVO (alle)                                               | Mercedes (alle)                      | ZVO       |
| 038   | Jos Menten                  | Niederlande            | 3     | 2007 | 2007 | Reiter (alle)                                            | Lamborghini (alle)                   |           |
| 0     | Klaus Ludwig                | Deutschland            | 3     | 2008 | 2008 | Callaway (2), Seiler (1)                                 | Corvette (alle)                      |           |
| 0     | Marc Hennerici              | Deutschland            | 3     | 2009 | 2009 | Callaway (alle)                                          | Corvette (alle)                      |           |
| 0     | Frank Kechele               | Deutschland            | 3     | 2013 | 2013 | Lambda (alle)                                            | Ford (alle)                          |           |
| 0     | Niclas Kentenich            | Deutschland            | 3     | 2010 | 2012 | Farnbacher (2), Wieth (1)                                | Porsche (2), Ferrari (1)             |           |
| 0     | Jörg Bergmeister            | Deutschland            | 3     | 2008 | 2010 | Mühlner (alle)                                           | Porsche (beide)                      |           |
| 0     | Martin Ragginger            | Österreich             | 3     | 2013 | 2016 | Herberth (alle)                                          | Porsche (alle)                       |           |
| 0     | Jeffrey Schmidt             | Schweiz                | 3     | 2018 | 2020 | Callaway (2), Mücke (1)                                  | Corvette (2), Audi (1)               |           |
| 0     | Christian Abt*              | Deutschland            | 3     | 2009 | 2009 | Abt (alle)                                               | Audi (alle)                          |           |
| 0     | Jan Seyffarth               | Deutschland            | 3     | 2009 | 2009 | Abt (alle)                                               | Audi (alle)                          |           |
| 0     | Connor De Phillippi*        | Vereinigte Staaten     | 3     | 2016 | 2016 | Land (alle)                                              | Audi (alle)                          |           |
| 0     | Dries Vanthoor              | Belgien                | 3     | 2019 | 2021 | WRT (2), Land (1)                                        | Audi (alle)                          | Land      |
| 050   | 33 Fahrer                   |                        | 2     | 2007 | 2022 |                                                          |                                      |           |
| 084   | 59 Fahrer                   |                        | 1     | 2007 | 2022 |                                                          |                                      |           |

## Nach Teams
Die folgende Tabelle erfasst die Siege aufgeschlüsselt nach den Teams.
Stand: Saisonende 2021
| Platz | Team                       | Nation      | Siege | von  | bis  | Erfolgreichste Fahrer                                                                          |
| ----- | -------------------------- | ----------- | ----- | ---- | ---- | ---------------------------------------------------------------------------------------------- |
| 01    | Callaway Competition       | Deutschland | 35    | 2007 | 2021 | Daniel Keilwitz (22), Diego Alessi (8), Marvin Kirchhöfer (7)                                  |
| 02    | Reiter Engineering         | Deutschland | 21    | 2007 | 2010 | Peter Kox (9), Albert von Thurn und Taxis (9), Christopher Haase (7)                           |
| 03    | Schubert Motorsport        | Deutschland | 13    | 2012 | 2022 | Dominik Baumann (8), Claudia Hürtgen (5), Jens Klingmann (5)                                   |
| 04    | Grasser Racing Team        | Österreich  | 12    | 2015 | 2021 | Mirko Bortolotti (7), Christian Engelhart (6), Rolf Ineichen (4)                               |
| 05    | Team Abt Sportsline        | Deutschland | 11    | 2009 | 2016 | Luca Ludwig (4), Christopher Mies (4), Christian Abt (3), Jan Seyffarth (3)                    |
| 0     | Land Motorsport            | Deutschland | 11    | 2016 | 2022 | Christoper Mies (7), Ricardo Feller (5), Connor De Phillippi (3)                               |
| 06    | Zakspeed                   | Deutschland | 8     | 2015 | 2021 | Luca Ludwig (5), Sebastian Asch (5)                                                            |
| 0     | HTP Racing                 | Deutschland | 8     | 2014 | 2022 | Maximilian Götz (4), Maximilian Buhk (4), Raffaele Marciello (3)                               |
| 08    | Herberth Motorsport        | Deutschland | 7     | 2013 | 2020 | Robert Renauer (7), Martin Ragginger (3)                                                       |
| 0     | Schütz Motorsport          | Deutschland | 7     | 2012 | 2014 | Christian Engelhart (5), Nick Tandy (4)                                                        |
| 0     | SSR Performance            | Deutschland | 7     | 2020 | 2021 | Michael Ammermüller (7), Mathieu Jaminet (4), Christian Engelhart (3)                          |
| 011   | KÜS Team75 Bernhard        | Deutschland | 6     | 2016 | 2019 | Kévin Estre (4), David Jahn (4)                                                                |
| 0     | Phoenix Racing             | Deutschland | 6     | 2009 | 2018 | Christopher Haase (4), Henri Moser (3)                                                         |
| 0     | Alpina Burkard Bovensiepen | Deutschland | 6     | 2009 | 2012 | Maxime Martin (5), Dino Lunardi (3), Claudia Hürtgen (2)                                       |
| 014   | Mühlner Motorsport         | Belgien     | 5     | 2008 | 2010 | Tim Bermeister (5), Jörg Bergmeister (3)                                                       |
| 0     | ZVO Racing                 | Deutschland | 5     | 2022 | 2022 | Jules Gounon (4), Fabian Schiller (4), Jan Marschalkowski (1), Marvin Dienst (1)               |
| 016   | Rutronik Racing            | Deutschland | 4     | 2019 | 2020 | Kelvin van der Linde (4), Patric Niederhauser (4)                                              |
| 0     | Engstler Motorsport        | Deutschland | 4     | 2011 | 2011 | Alexandros Margaritis (4), Dino Lunardi (4)                                                    |
| 018   | Lambda Performance         | Deutschland | 3     | 2013 | 2013 | Frank Kechele (3), Dominik Schwager (2), Nico Verdonck (1)                                     |
| 0     | MRS Team                   | Deutschland | 3     | 2011 | 2020 | Jens Klingmann (2)                                                                             |
| 0     | Mücke Motorsport           | Deutschland | 3     | 2017 | 2018 | Sebastian Asch (2), Jeffrey Schmidt (1), Stefan Mücke (1), Lucas Auer (1), Edoardo Mortara (1) |
| 021   | Kessel Racing Schweiz      | Schweiz     | 2     | 2007 | 2007 | Henri Moser (2), Philipp Peter (2)                                                             |
| 0     | Farnbacher Racing          | Deutschland | 2     | 2011 | 2012 | Niclas Kentenich (2), Dominik Farnbacher (1), Mario Farnbacher (1)                             |
| 0     | Matech Concepts            | Schweiz     | 2     | 2008 | 2008 | Jürgen von Gartzen (1), Thomas Mutsch (1), Kenneth Heyer (1), Marc Hennerici (1)               |
| 0     | Prosperia C. Abt Racing    | Deutschland | 2     | 2013 | 2013 | Christiopher Mies (2), René Rast (2)                                                           |
| 0     | APR Motorsport             | Deutschland | 2     | 2015 | 2015 | Daniel Dobitsch (1), Edward Sandström (1), Florian Stoll (1), Marc Basseng (1)                 |
| 0     | YACO Racing                | Deutschland | 2     | 2015 | 2016 | Rahel Frey (2), Philip Geipel (2)                                                              |
| 0     | W Racing Team              | Belgien     | 2     | 2020 | 2021 | Dries Vanthoor (2), Charles Weerts (2)                                                         |
| 0     | s-Berg Racing              | Österreich  | 2     | 2010 | 2010 | Andreas Wirth (2), Martin Matzke (2)                                                           |
| 0     | DB Motorsport              | Niederlande | 2     | 2012 | 2013 | Jeroen Den Boer (2), Simon Knap (2)                                                            |
| 0     | HEICO Motorsport           | Deutschland | 2     | 2008 | 2011 | Lance David Arnold (1), Frank Stippler (1), Andreas Wirth (1), Christiaan Frankenhout (1)      |
| 0     | MS Racing                  | Deutschland | 2     | 2011 | 2012 | Thomas Jäger (1), Florian Stoll (1), Sebastian Asch (1), Maximilian Götz (1)                   |
| 0     | Joos Sportwagentechnik     | Deutschland | 2     | 2022 | 2022 | Christian Engelhart (2), Ayhancan Güven (2)                                                    |
| 0     | Emil Frey Racing           | Schweiz     | 2     | 2022 | 2022 | Mick Wishofer (1), Konsta Lappalainen (1), Albert Costa Balboa (1), Jack Aitken (1)            |
| 034   | ARGO Racing                | Belgien     | 1     | 2007 | 2007 | Alexander van der Lof (1), Wolfgang Kaufmann (1)                                               |
| 0     | Toni Seiler Racing         | Schweiz     | 1     | 2008 | 2008 | Dominik Schwager (1), Klaus Ludwig (1)                                                         |
| 0     | RWT Racing                 | Deutschland | 1     | 2014 | 2014 | David Jahn (1), Sven Barth (1)                                                                 |
| 0     | Wieth Racing               | Deutschland | 1     | 2010 | 2010 | Sebastian Asch (1), Niclas Kentenich (1)                                                       |
| 0     | a-workx                    | Deutschland | 1     | 2011 | 2011 | Michael Ammermüller (1), Christian Engelhart (1)                                               |
| 0     | Hexis Racing               | Frankreich  | 1     | 2008 | 2008 | Frédéric Makowiecki (1), Christian Hohenadel (1)                                               |
| 0     | Fischer Racing             | Deutschland | 1     | 2012 | 2012 | Kristian Poulsen (1), Christoffer Nygaard (1)                                                  |
| 0     | Team Rosberg               | Deutschland | 1     | 2009 | 2009 | Nicolas Armindo (1), César Campaniço (1)                                                       |
| 0     | Mamerow Racing             | Deutschland | 1     | 2012 | 2012 | Christian Mamerow (1), René Rast (1)                                                           |
| 0     | Aust Motorsport            | Deutschland | 1     | 2017 | 2017 | Kelvin van der Linde (1), Markus Pommer (1)                                                    |
| 0     | Team ISR                   | Tschechien  | 1     | 2018 | 2018 | Filip Salaquarda (1), Frank Stippler (1)                                                       |
| 0     | EFP Car Collection         | Deutschland | 1     | 2018 | 2018 | Elia Erhart (1), Pierre Kaffer (1)                                                             |
| 0     | Schnitzer Motorsport       | Deutschland | 1     | 2017 | 2017 | Ricky Collard (1), Philipp Eng (1)                                                             |
| 0     | Polarweiss Racing          | Deutschland | 1     | 2013 | 2013 | Maximilian Götz (1), Maximilian Buhk (1)                                                       |
| 0     | Toksport WRT               | Deutschland | 1     | 2020 | 2020 | Maro Engel (1), Luca Stolz (1)                                                                 |

## Nach Herstellern
Die folgende Tabelle erfasst die Siege aufgeschlüsselt nach den Herstellern.
Stand: Saisonende 2021
| Platz | Hersteller   | Nation                 | Siege | von  | bis  | Erfolgreichste Fahrer                                                                           |
| ----- | ------------ | ---------------------- | ----- | ---- | ---- | ----------------------------------------------------------------------------------------------- |
| 1     | Audi         | Deutschland            | 46    | 2009 | 2022 | Christopher Mies (13), Kelvin van der Linde (11), René Rast (7)                                 |
| 2     | Corvette     | Vereinigte Staaten     | 38    | 2007 | 2021 | Daniel Keilwitz (22), Diego Alessi (8), Marvin Kirchhöfer (7)                                   |
| 0     | Porsche      | Deutschland            | 38    | 2010 | 2022 | Christian Engelhart (11), Michael Ammermüller (9), Robert Renauer (7)                           |
| 4     | Lamborghini  | Italien                | 36    | 2007 | 2022 | Peter Kox (9), Albert von Thurn und Taxis (9), Christopher Haase (7), Mirko Bortolotti (7)      |
| 5     | BMW          | Deutschland            | 30    | 2009 | 2022 | Jens Klingmann (8), Dominik Baumann (8), Claudia Hürtgen (7), Dino Lunardi (7)                  |
| 6     | Mercedes     | Deutschland            | 27    | 2011 | 2022 | Sebastian Asch (8), Maximilian Götz (6), Jules Gounon (6)                                       |
| 7     | Ford         | Vereinigte Staaten     | 05    | 2008 | 2013 | Frank Kechele (3), Dominik Schwager (2)                                                         |
| 8     | Ferrari      | Italien                | 03    | 2007 | 2011 | Henri Moser (2), Philipp Peter (2)                                                              |
| 9     | Aston Martin | Vereinigtes Königreich | 02    | 2008 | 2012 | Frédéric Makowiecki (1), Christian Hohenadel (1), Kristian Poulsen (1), Christoffer Nygaard (1) |
| 10    | Bentley      | Vereinigtes Königreich | 01    | 2015 | 2015 | Luca Stolz (1), Jeroen Bleekemolen (1)                                                          |